# Четиригодишен план
Четиригодишният план е серия от икономически реформи, изготвени от Националсоциалистическа германска работническа партия.
През 1936 г. програмата за превъоръжаване на Нацистка Германия е сериозно застрашена от липсата на твърда валута и суровини. С меморандум датиращ от август 1936 г., изпратен само до Гьоринг, Вернер фон Бломберг (военен министър) и Алберт Шпеер, Хитлер отбелязва, че германската военна икономика трябва да бъде укрепена бързо и безмилостно. От най-голямо значение е подготовката на Германия за война в рамките на период от четири години. През септември Хитлер дава начало на Четиригодишния план.
Хитлер поставя специално значение на производството на синтетични материали, стратегически важни за въоръжаването, и по-интензивно разработване на нискокачествените немски находища на метални руди, въпреки очакванията за минимални икономически изгоди. Освен това Хитлер се стреми да направи Германия независима от други страни по отношение на материалите. Тази политика е известна като автаркия. По време на плана значително се увеличава и финансирането на армията. През 1936 г. германското правителство отделя 5,8 милиарда марки. През 1938 г. сумата нараства до 18,4 милиарда, а през 1939 г. до 32,3 милиарда марки.